# Сорьё
Со́рьё (фин. Sorjo) — посёлок в составе Элисенваарского сельского поселения Лахденпохского района Республики Карелия.

## Общие сведения
Упразднённый остановочный пункт на 8-м километре разобранной железнодорожной ветки Элисенваара — Сювяоро. Сохранились перрон и здание железнодорожного вокзала.

## Население

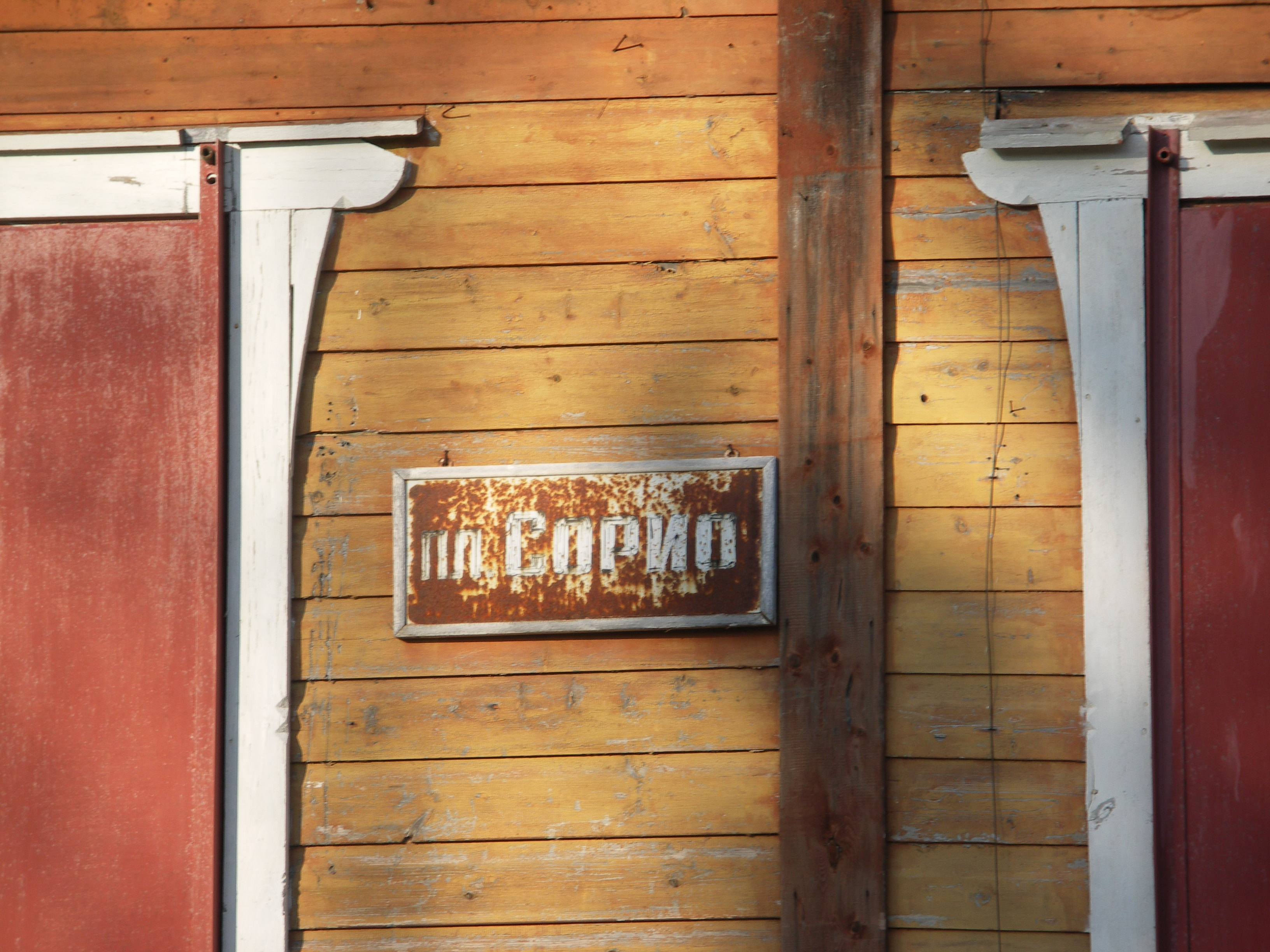
Вокзал в Сорьё

| 2002 | 2009 | 2010 | 2013 |
| ---- | ---- | ---- | ---- |
| 0    | →0   | →0   | →0   |